# Simone Saback
|  | No s'ha de confondre amb Simone. |

Simone Saback   (Jacobina, 25 de febrer de 1956) és una compositora, intèrpret, escriptora i periodista brasilera.

## Biografia
Nasqué a la ciutat de Jacobina, estat de Bahia, Brasil, el 25 de febrer de 1956.
Va viure fins a l'any 1963 anys a Salvador, Bahia, fins que es traslladà amb la seua família a la nova capital de Brasil, Brasília. Hi visqué durant 39 anys. Era la major de set germans i rebé del seu pare la primera guitarra quan tenia 12 anys. Gràcies a la seua innata vena poètica i musical, Simone aprengué sola a tocar la guitarra i a compondre les primeres cançons.
A la capital brasilera treballà com a periodista en el Jornal de Brasília i Ultima Hora. Cursà uns anys la carrera universitària de Dret a la Universitat Nacional de Brasília (UNB), però el seu interès i amor per la música vencé les ciències jurídiques.
El 1983, Simone Saback funda juntament amb la periodista Maria Helena de Carvalho la productora cultural "Free-Lancer Comunicaçoes". Durant quasi dues dècades les empresàries fomentaren el mercat "candango" de teatre i música ('candango' era com s'anomenava els qui treballaren en la construcció de Brasília, i per extensió els qui hi nasqueren). També feren sobresortir nous artistes i treballaren amb grans noms de la cultura consagrats. L'any 2002 Simone Saback va traslladar-se de Brasília a Rio de Janeiro, on viu actualment.
Les seues cançons foren interpretades i gravades per un duo brasiler: Frejat i Zélia Duncan, i també per Ana Carolina i Fábio Jr., a més de noms que començaven a perfilar-se en l'escenari musical brasiler, com Dillo Daraujo, Andrea Franca i Ricky Barrin.
Simone també produí espectacles reeixits, com As Robertas - Loucas pelo rei, un homenatge als quaranta anys de la Jovem Guarda i Roberto Carlos, així com les cançons i el guió original d'un altre musical dedicat al públic infantil-juvenil, O Passarinho i a Borboleta ('L'ocellet i la papallona'), adaptat a l'Orquestra Brasilera de Zapateado pel seu germà Marcelo Saback (també artista).
Aquesta associació familiar amb son germà Marcelo no en fou la primera; Simone ja havia publicat juntament amb sa germana Deny Saback el poemari Mesmo sangue ('Mateixa sang') al 1978, any en què també presentà el seu primer xou a Brasília a la Sala Funarte.

## Temes enregistrats
| Títol                       | Compositor                        | Intèrpret                    | Àlbum                                       | Any  |
| --------------------------- | --------------------------------- | ---------------------------- | ------------------------------------------- | ---- |
| Se Quiser Vai               | Simone Saback                     | Fábio Jr.                    | Acústico                                    | 2002 |
| Mãos Atadas                 | Simone Saback                     | Zélia Duncan & Frejat        | Pré Pós Tudo Bossa Band                     | 2005 |
| Mãos Atadas                 | Simone Saback                     | Zélia Duncan                 | Pré Pós Tudo Bossa Band – O Show            | 2006 |
| Mãos Atadas                 | Simone Saback                     | Zélia Duncan & Simone        | Amigo É Casa                                | 2007 |
| Mãos Atadas                 | Simone Saback                     | Simone Saback & Cássia Eller | (senzill)                                   | 2016 |
| Vai                         | Simone Saback                     | Ana Carolina                 | Quarto                                      | 2006 |
| Vai                         | Simone Saback                     | Ana Carolina                 | Dois Quartos                                | 2007 |
| Vai                         | Simone Saback                     | Ana Carolina                 | Multishow Ao Vivo Ana Carolina Dois Quartos | 2008 |
| Vai                         | Simone Saback                     | Leonardo                     | Alucinação                                  | 2010 |
| Me Esqueci Aí               | Simone Saback                     | Andrea França                | Sal Com Açúcar                              | 2007 |
| Vida, Onde É Que Foi Parar? | Simone Saback                     | Ricky Vallen                 | Ricky Vallen ao Vivo                        | 2009 |
| Mensagem do Tempo           | Simone Saback                     | Dillo Daraujo                | Música Roqueira Popular Brasileira          | 2010 |
| Duas Caras (Espelho Seu)    | Dillo Daraujo & Simone Saback     | Dillo Daraujo                | Música Roqueira Popular Brasileira          | 2010 |
| Deixa de Bobagem            | Ronaldo Barcellos & Simone Saback | Ronaldo Barcellos            | Motel das Estrelas                          | 2012 |
| Flor do Sol                 | Cássia Eller & Simone Saback      | Cássia Eller                 | (senzill)                                   | 2012 |
| Flor do Sol                 | Cássia Eller & Simone Saback      | Cássia Eller & Simone Saback | O Espírito do Som, Vol. I                   | 2015 |
| Me Ajuda Aí                 | Simone Saback                     | Leila Pinheiro               | (senzill)                                   | 2014 |
| O Que Você Quiser           | Ronaldo Barcellos & Simone Saback | Ronaldo Barcellos            | (senzill)                                   | 2014 |